# Portslade
Portslade – osada w Anglii, w East Sussex, w dystrykcie (unitary authority) Brighton and Hove. Leży 6,3 km od miasta Brighton, 16,5 km od miasta Lewes i 75,1 km od Londynu. W 2001 miejscowość liczyła 19 564 mieszkańców. Portslade jest wspomniana w Domesday Book (1086) jako Porteslage/Porteslamhe.